# Ривер Риџ (Флорида)
Ривер Риџ (енгл. River Ridge) насељено је место без административног статуса у америчкој савезној држави Флорида.

## Демографија
По попису из 2010. године број становника је 4.702.
| Група             | 2000.    | 2010.         |
| Белци             | 0 (0,0%) | 4.124 (87,7%) |
| Афроамериканци    | 0 (0,0%) | 63 (1,3%)     |
| Азијати           | 0 (0,0%) | 80 (1,7%)     |
| Хиспаноамериканци | 0 (0,0%) | 338 (7,2%)    |
| Укупно            | 0        | 4.702         |